# ウクライナ海兵隊
ウクライナ海兵隊（ウクライナかいへいたい、ウクライナ語: Морська піхота України）は、ウクライナの海兵隊。ウクライナ軍の軍種のひとつ。ムィコラーイウ州ムィコラーイウに司令部を置く。戦地における海岸堡の確保、港湾施設、海軍基地、島嶼部、沿岸地域等の警備・奪還を任務とする。

## 概要
ソビエト連邦の崩壊とウクライナの独立に際しては、ウクライナ海軍に所属するウクライナ海軍歩兵として編成されたが、2023年5月23日に海軍から独立して陸軍、海軍、空軍、空中機動軍、特殊作戦軍に次ぐ6番目の独立軍種であるウクライナ海兵隊に昇格・再編された。
2024年12月、既存部隊が3個沿岸防衛旅団に改編され、ウクライナ海軍所属の2014年以来10年ぶりに沿岸防衛部隊が復活した。

## 組織
- ウクライナ海兵隊司令部（ウクライナ語版）（ムィコラーイウ）
  -  第30海兵軍団
    -  第34独立沿岸防衛旅団（ヘルソン）
    -  第35独立海兵旅団（ダチョネ（ウクライナ語版））
    -  第36独立海兵旅団（ムィコラーイウ）
    -  第37独立海兵旅団（チョルノモルシク）
    -  第38独立海兵旅団
    -  第39独立沿岸防衛旅団（オデッサ）
    -  第40独立沿岸防衛旅団（ヴォルィーニ州）
    -  第32独立砲兵旅団（アルテストヴェ（ロシア語版））
    -  第406独立砲兵旅団（ムィコラーイウ）
    -  第15独立支援連隊（ムィコラーイウ）
    -  第7独立高射ミサイル大隊（英語版）（オチャキウ）
    -  第140独立偵察大隊（スカドフスク）
    -  第310独立電子戦大隊
    -  第380独立予備海兵大隊
    -  第426独立無人システム大隊（ムィコラーイウ）

  -  第67独立兵站大隊（オデッサ）
  -  第80独立管理大隊
  -  第319独立通信拠点
  -  第241海兵隊訓練所（ラデンスク（ウクライナ語版））
  -  海兵隊募集所（ムィコラーイウ）
  -  海兵隊学校（ムィコラーイウ）

## 2024年組織
- ウクライナ海兵隊司令部（ウクライナ語版）（ムィコラーイウ）
  - 第35独立海兵旅団（ダチョネ（ウクライナ語版））
    - 第18独立海兵大隊（サラタ（英語版））
    - 第88独立海兵大隊（ボルフラード）
    - 第137独立海兵大隊（ダチョネ）

  - 第36独立海兵旅団（ムィコラーイウ）
    - 第1独立海兵大隊（ムィコラーイウ）
    - 第501独立海兵大隊（ベルジャーンシク）

  - 第37独立海兵旅団
    -  第505独立海兵大隊（ウクライナ語版）

  - 第38独立海兵旅団
    - 第503独立海兵大隊（マリウポリ）

  - 第406独立砲兵旅団（ムィコラーイウ）
    - 第64独立砲兵大隊（ビルホロド＝ドニストロフスキー）
    - 第65独立沿岸ミサイル大隊（ダチョネ）
    - 第66独立砲兵大隊（ベルジャーンシク）
    - 第67独立砲兵大隊（オチャキウ）

  - 第32独立砲兵旅団（アルテストヴェ（ロシア語版））
  - 第140独立偵察大隊（スカドフスク）
  - 第414独立無人攻撃機連隊（ウクライナ語版）
  - 第7独立高射ミサイル大隊（オチャキウ）
  - 第124独立領土防衛旅団（ヘルソン）
  - 第126独立領土防衛旅団（オデッサ）
- 第241訓練センター（ラデンスク（ウクライナ語版））
- 海兵隊学校（ムィコラーイウ）

## 教育
他軍種から海軍歩兵（現海兵隊）に転属した将兵の教育・訓練機関が2016年まで存在せず、下士官不足が深刻になったことからオデッサ陸軍士官学校に海軍歩兵学部（現海兵隊学部）の新設が決定され、2018年6月2日に第一期生が卒業している。

## 伝統

### ベレー帽

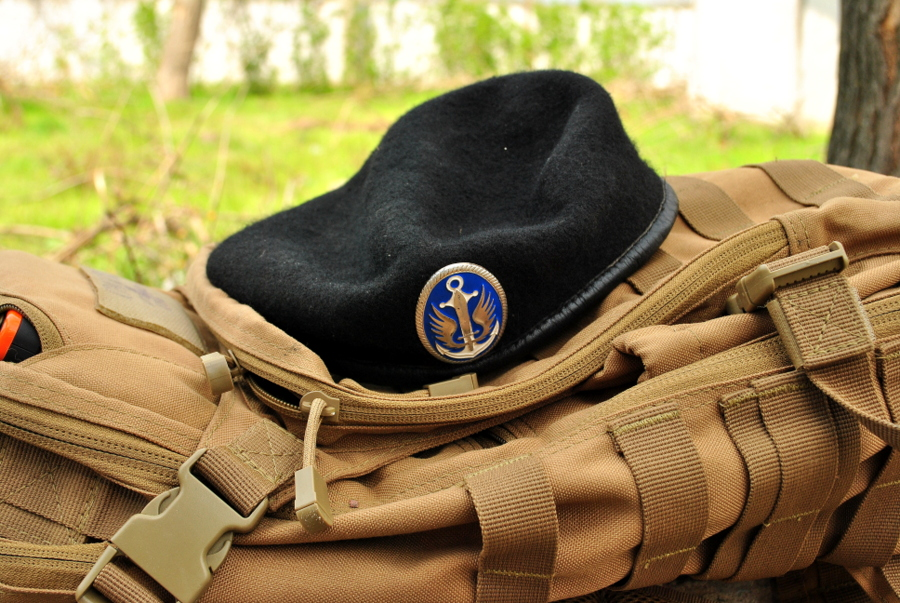
ウクライナ海軍歩兵時代の黒色ベレー帽（2016年撮影）

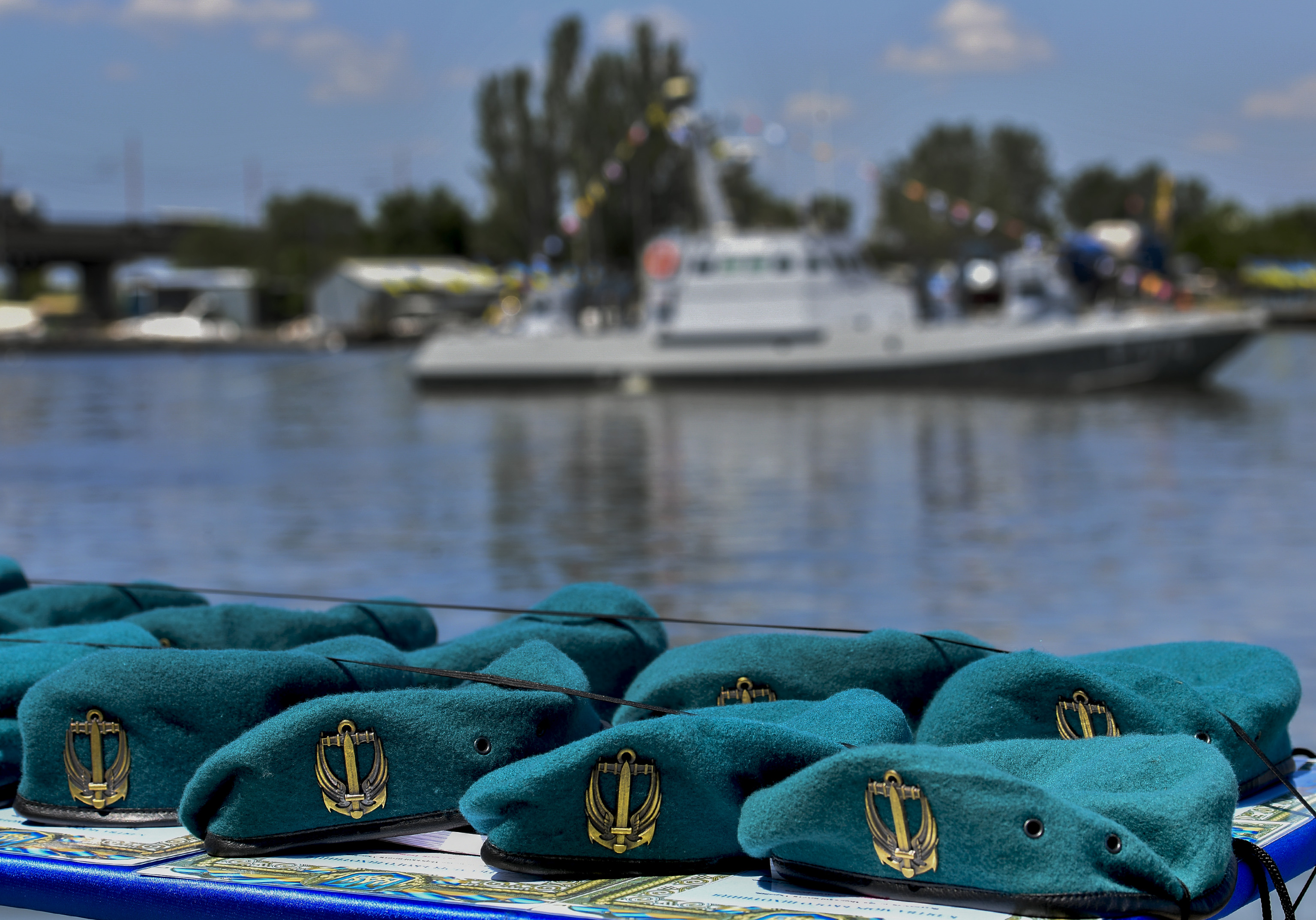
ウクライナ海兵隊が着用する新型のシアン色ベレー帽（2018年撮影）

ウクライナ海軍歩兵時代に着用するベレー帽は、ソ連海軍歩兵と同様に黒色であったが、2017年11月20日付け総務省令No606によりシアンに変更され、歩兵のみならず戦車兵や砲兵も着用することとなった。

### 海軍歩兵の日
オレクサンドル・トゥルチノフ大統領代行は2014年3月31日付け大統領令No352/1014によって、11月16日を「海軍歩兵の日」として祝日が制定された。

## 装備

### 小火器
| 名称   | 画像 | 製造国                   | 種別             | 備考 |
| ------ | ---- | ------------------------ | ---------------- | ---- |
| AK-74  |      | ソビエト連邦/ ウクライナ | アサルトライフル |      |
| PKM    |      | ソビエト連邦             | 汎用機関銃       |      |
| NSV    |      | ソビエト連邦             | 重機関銃         |      |
| AGS-17 |      | ソビエト連邦             | 自動擲弾銃       |      |

### 火砲
| 名称 | 画像 | 製造国       | 種別     | 備考 |
| ---- | ---- | ------------ | -------- | ---- |
| 2A36 |      | ソビエト連邦 | カノン砲 |      |

### ミサイル
| 名称                | 画像 | 製造国     | 種別           | 備考 |
| ------------------- | ---- | ---------- | -------------- | ---- |
| RK-2 ステューフナ-P |      | ウクライナ | 対戦車ミサイル |      |

### 装甲車両
| 名称        | 画像 | 製造国         | 種別                             | 保有数  | 備考                                                                   |
| ----------- | ---- | -------------- | -------------------------------- | ------- | ---------------------------------------------------------------------- |
| T-64BV      |      | ソビエト連邦   | 主力戦車                         | 41      |                                                                        |
| T-80BV      |      | ソビエト連邦   | 主力戦車                         | 28      |                                                                        |
| AMX-10RC    |      | フランス       | 偵察戦闘車                       | 30      | 2022年ロシアのウクライナ侵攻に伴うフランスからの供与                   |
| BTR-7       |      | ウクライナ     | 装甲兵員輸送車                   |         |                                                                        |
| BTR-4       |      | ウクライナ     | 装甲兵員輸送車                   |         |                                                                        |
| XA-180      |      | フィンランド   | 装甲兵員輸送車                   |         | 2022年ロシアのウクライナ侵攻に伴うフィンランドからの供与               |
| コザック2   |      | ウクライナ     | 装輪装甲車                       |         |                                                                        |
| ヴァルタ    |      | ウクライナ     | 装輪装甲車                       |         |                                                                        |
| BMC Kirpi   |      | トルコ         | MRAP                             | 50      | 2022年ロシアのウクライナ侵攻に伴うトルコからの供与                     |
| マスティフ3 |      | イギリス       | MRAP                             |         | 2022年ロシアのウクライナ侵攻に伴うイギリスからの供与                   |
| 2S1         |      | ソビエト連邦   | 自走榴弾砲                       |         |                                                                        |
| BM-21B      |      | ソビエト連邦   | 自走多連装ロケット砲             |         |                                                                        |
| RK-360MC    |      | ウクライナ     | 沿岸防衛用地対艦ミサイルシステム |         |                                                                        |
| ハープーン  |      | アメリカ合衆国 | 沿岸防衛用地対艦ミサイルシステム | 2個大隊 | 2022年ロシアのウクライナ侵攻に伴うアメリカ合衆国、デンマークからの供与 |